# Jesse Metcalfe
Jesse Eden Metcalfe (Carmel Valley Village, 1978. december 9. –) amerikai színész és zenész.

## Fiatalkora
Metcalfe a kaliforniai Carmel Valley Village-ben született, Nancy és Jeff Metcalfe fiaként. Édesapja angol, ír, francia és olasz, míg édesanyja olasz és portugál származású. A Connecticut állambeli Waterfordban töltött tinédzser évei alatt több kosárlabda ligában is játszott, és a connecticuti New Londonban lévő The Williams Schoolban végzett. A New York Egyetemet otthagyta, miután megkapta Miguel Lopez-Fitzgerald szerepét a Szenvedélyek című szappanoperában.

## Magánélete
2006 márciusában Metcalfe járni kezdett a Girls Aloud nevű brit lányegyüttes énekesnőjével, Nadine Coyle-lal, miután az ausztráliai Sydneyben megismerkedtek. 2008 áprilisában szakítottak.
2007 márciusában Metcalfe rehabilitációs intézetbe vonult, hogy alkoholizmusa miatt kezeltesse magát.
2008 novemberében ő volt a World Music Awards házigazdája Monacóban. Az ünnepség utáni partin kilenc métert zuhant a földre egy második emeleti erkélyről. Eltörte a szárkapocscsontját, komolyabb sérüléseket azonban nem szenvedett.
Metcalfe 2009-ben ismerkedett meg Cara Santanával. 2016 augusztusában jegyezték el egymást. A pár 2020 januárjában felbontotta eljegyzését és szakított.

## Filmográfia

### Film
| Év   | Magyar cím               | Eredeti cím               | Szerep                           | Magyar hang     |
| ---- | ------------------------ | ------------------------- | -------------------------------- | --------------- |
| 2006 | Dögölj meg, John Tucker  | John Tucker Must Die      | John Tucker                      | Markovics Tamás |
| 2008 |                          | Loaded                    | Tristan Price                    |                 |
| 2008 | Szanatórium              | Insanitarium              | Jack                             | Miller Zoltán   |
| 2008 | A vonal másik végén      | The Other End of the Line | Granger Woodruff                 | Rajkai Zoltán   |
| 2009 |                          | Beyond a Reasonable Doubt | Christopher John „C.J.” Nicholas |                 |
| 2010 | A megkínzott             | The Tortured              | Craig Landry                     |                 |
| 2015 | Élőhalottak: Az őrtorony | Dead Rising: Watchtower   | Chase Carter                     | Markovics Tamás |
| 2016 |                          | God's Not Dead 2          | Tom Endler                       |                 |
| 2016 |                          | Dead Rising: Endgame      | Chase Carter                     |                 |
| 2016 |                          | Destined                  | Dylan Holder                     |                 |
| 2018 | Szupercella 2. – Hades   | Escape Plan 2: Hades      | Luke Graves                      | Fehér Tibor     |
| 2018 |                          | The Ninth Passenger       | Brady                            |                 |
| 2020 |                          | Cover Me                  | Richie Howell                    |                 |
| 2020 | Kódolt kockázat          | Hard Kill                 | Derek Miller                     | Markovics Tamás |
| 2021 | Fortress: Az erődítmény  | Fortress                  | Paul Michaels                    | Markovics Tamás |
| 2022 | Fortress: Célkeresztben  | Fortress: Sniper's Eye    | Paul Michaels                    | Markovics Tamás |
| 2023 | Távol az ég              | On a Wing and a Prayer    | Kari Sorenson                    |                 |

### Televízió
| Év        | Magyar cím                     | Eredeti cím                               | Szerep                  | Megjegyzések                                |
| --------- | ------------------------------ | ----------------------------------------- | ----------------------- | ------------------------------------------- |
| 1999–2004 |                                | Passions                                  | Miguel Lopez-Fitzgerald | 84 epizód                                   |
| 2003      | 44 perc                        | 44 Minutes: The North Hollywood Shoot-Out | Uniform                 | tévéfilm                                    |
| 2003–2004 | Smallville                     | Smallville                                | Van McNulty             | 2 epizód                                    |
| 2004–2009 | Született feleségek            | Desperate Housewives                      | John Rowland            | - 30 epizód - magyar hangja: - Széles Tamás |
| 2010      | Megtalált idill                | Fairfield Road                            | Noah McManus            | tévéfilm                                    |
| 2010–2011 | Életre-halálra                 | Chase                                     | Luke Watson             | 18 epizód                                   |
| 2012–2014 | Dallas                         | Dallas                                    | Christopher Ewing       | 40 epizód                                   |
| 2014      | Az élet csajos oldala          | 2 Broke Girls                             | Sebastian               | 1 epizód                                    |
| 2015      | Volt egyszer egy szerelem      | A Country Wedding                         | Bradley Suttons         | tévéfilm                                    |
| 2016–2021 |                                | Chesapeake Shores                         | Trace Riley             | 37 epizód                                   |
| 2017      |                                | Christmas Next Door                       | Eric Redford            | tévéfilm                                    |
| 2019      |                                | Christmas Under the Stars                 | Nick Bellwith           | tévéfilm                                    |
| 2020      |                                | Dancing with the Stars                    | önmaga (versenyző)      | 29. éved                                    |
| 2020–2021 |                                | Martha's Vineyard Mysteries               | Jeff Jackson            | 4 epizód                                    |
| 2022      | A szerelem a legjobb gyógyszer | Harmony from the Heart                    | Dr. Blake Williams      | tévéfilm                                    |
| 2022      |                                | The Masked Dancer                         | űrhajós (versenyző)     | brit változat (2. évad)                     |
| 2023      |                                | Dawn                                      | Ormand Longchamp        | tévéfilm                                    |

## Fordítás
- Ez a szócikk részben vagy egészben  a   Jesse Metcalfe című angol Wikipédia-szócikk fordításán alapul.  Az eredeti cikk szerkesztőit annak laptörténete sorolja fel. Ez a jelzés csupán a megfogalmazás eredetét és a szerzői jogokat jelzi, nem szolgál a cikkben szereplő információk forrásmegjelöléseként.